# Międzynarodowy Konkurs Muzyczny im. Piotra Czajkowskiego

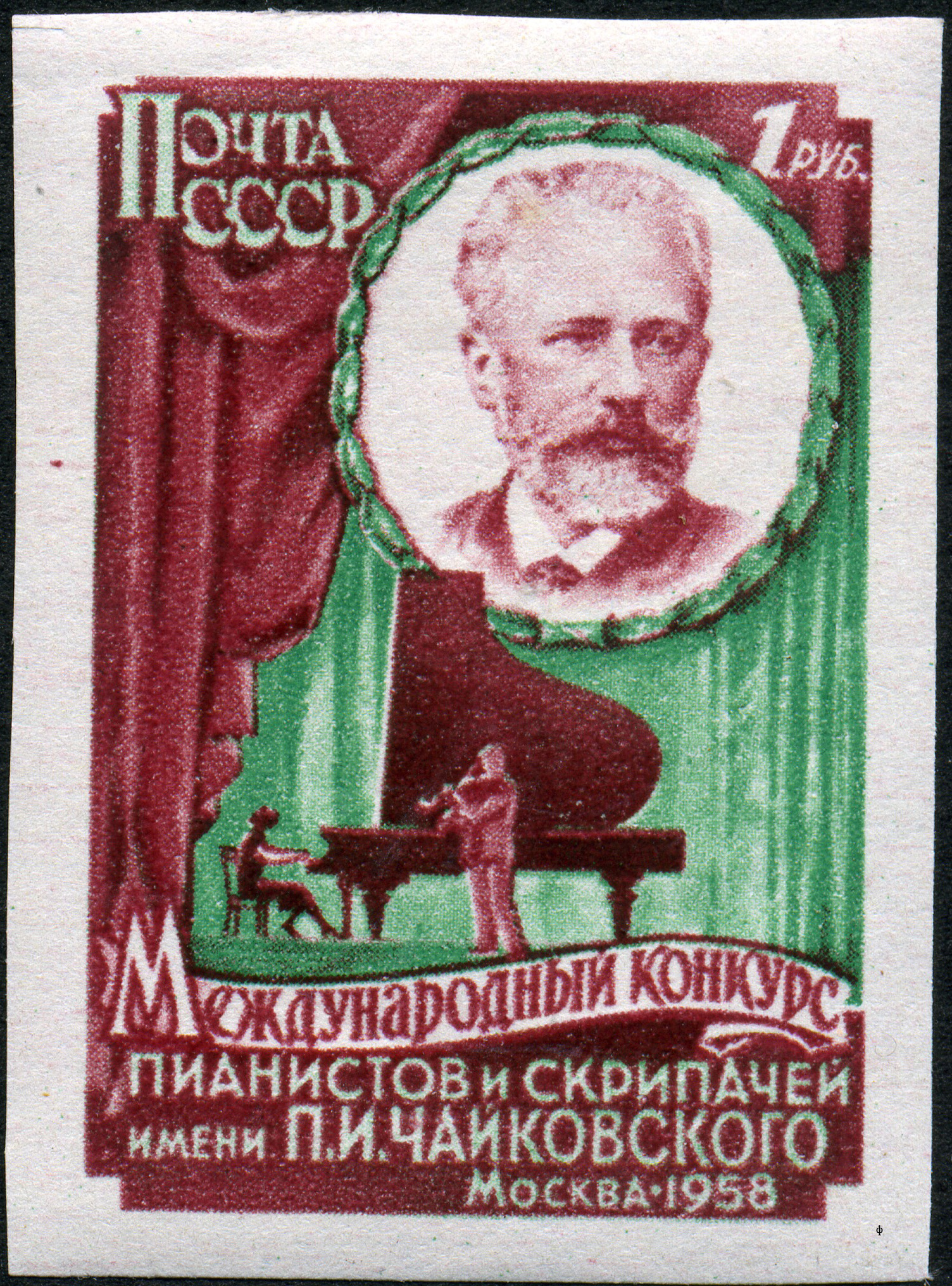
Radziecki znaczek wydany 18 marca 1958 z okazji pierwszej edycji Międzynarodowego Konkursu Muzycznego im. Piotra Czajkowskiego

Międzynarodowy Konkurs im. Piotra Czajkowskiego – jeden z najważniejszych i najbardziej prestiżowych konkursów dla instrumentalistów na świecie. Odbywa się w Moskwie regularnie co cztery lata od roku 1958, zmiana nastąpiła w 2006 roku gdy konkurs przesunięto o rok. Od 2007 roku konkurs odbywa się zgodnie z czteroletnim harmonogramem.
Od 1971 roku konkurs należał Światowej Federacji Międzynarodowych Konkursów Muzycznych z siedzibą w Genewie, z której został wykluczony w 2022 roku w związku z rosyjską napaścią na Ukrainę.
Aby utrzymać wysoki poziom konkursu, w 2007 roku organizatorzy wprowadzili zmiany do regulaminu: 
1. komitet Organizacyjny konkursu zapewnia promocję koncertową laureatów na całym świecie,
2. jury zmieniło system głosowania z tajnego na otwarty dla publiki,
3. konkurs jest nadawany na żywo przez Internet.

Początkowo konkurs był organizowany tylko w dwóch kategoriach: dla pianistów i skrzypków. W 1962 roku, podczas drugiej edycji dodano kategorię dla wiolonczelistów, podczas trzeciej w 1966 – dla wokalistów. W 1990 roku wprowadzono ostatnią kategorię – lutnictwo artystyczne w dyscyplinie skrzypce, altówka i wiolonczela.
Konkurs organizowany jest przez komitet składający się z wybitnych muzyków rosyjskich oraz impresariat Rosyjskiego Biura Koncertowego „Commonwealth”. Uczestników ocenia międzynarodowe jury, wybitni instrumentaliści, profesorowie akademii muzycznych, dyrektorzy instytucji muzycznych, a także laureaci poprzednich edycji konkursu.
Eliminacje odbywają się w trzech rundach trwając przez cały miesiąc, przyznawanych jest 26 nagród: sześć w każdej kategorii instrumentalistów oraz po cztery dla głosów męskich i żeńskich. Regulamin dopuszcza możliwość nieprzyznania nagrody, a także podzielenie jej ex aequo. We wczesnych edycjach konkursu przyznawano do ośmiu nagród.
Od 14 czerwca do 2 lipca 2011 odbył się w Moskwie XIV Międzynarodowy Konkurs im. Piotra Czajkowskiego pod auspicjami rządu federalnego i rosyjskiego Ministerstwa Kultury Federacji Rosyjskiej w kategoriach fortepian, skrzypce, wiolonczela (dla kandydatów od 16 do 30 roku życia w dniu konkursu) i kategorii śpiewu (19–32 lata).

## Laureaci
Laureaci złotych medali przyznanych w danym roku i kategorii (pierwsze nagrody, chyba że podano inaczej)

### Fortepian
- 1958: Van Cliburn
- 1962: Władimir Aszkenazi oraz John Ogdon pierwsza nagroda ex aequo, Yin Chengzong oraz Susan Starr druga nagroda ex aequo.
- 1966: Grigorij Sokołow
- 1970: Władimir Krajniew oraz John Lill pierwsza nagroda ex aequo.
- 1974: Andriej Gawriłow
- 1978: Michaił Pletniow
- 1982: Pierwszej nagrody nie przyznano. Peter Donohoe oraz Władimir Owczinnikow druga nagroda ex aequo.
- 1986: Barry Douglas
- 1990: Boris Bieriezowski
- 1994: Pierwszej nagrody nie przyznano. Nikołaj Ługanski druga nagroda.
- 1998: Dienis Macujew
- 2002: Ayako Uehara
- 2007: Pierwszej nagrody nie przyznano. Mirosław Kułtyszew druga nagroda.
- 2011: Daniił Trifonow
- 2015: Dmitrij Maslejew
- 2019: Alexandre Kantorow
- 2023: Siergiej Dawydczenko

### Skrzypce
- 1958: Walerij Klimow
- 1962: Boris Gutnikow oraz Szemu’el Aszkenazi
- 1966: Wiktor Trietjakow
- 1970: Gidon Kremer
- 1974: Pierwszej nagrody nie przyznano. Eugene Fodor, Ruben Aharonian oraz Rusudan Gwasalia druga nagroda ex aequo.
- 1978: Elmar Oliveira oraz Ilja Grubert pierwsza nagroda ex aequo, Mihaela Martin oraz Dylana Jenson druga nagroda ex aequo.
- 1982: Wiktorija Mułłowa oraz Siergiej Stadler pierwsza nagroda ex aequo.
- 1986: Raphaël Oleg oraz Ilja Kaler pierwsza nagroda ex aequo.
- 1990: Akiko Suwanai
- 1994: Pierwszej nagrody nie przyznano. Anastasija Czebotariowa oraz Jennifer Koh druga nagroda ex aequo.
- 1998: Nikołaj Saczenko
- 2002: Pierwszej nagrody nie przyznano. Tamaki Kawakubo oraz Chen Xi druga nagroda ex aequo.
- 2007: Mayuko Kamio
- 2011: Pierwszej nagrody nie przyznano. Siergiej Dogadin oraz Itamar Zorman druga nagroda ex aequo.
- 2015: Pierwszej nagrody nie przyznano. Drugą nagrodę zdobył Yu-Chien Tseng.
- 2019: Siergiej Dogadin
- 2023: Kim Gye-hee

### Wiolonczela
- 1962: Natalja Szachowska
- 1966: Karine Georgian
- 1970: David Geringas
- 1974: Boris Piergamienszczikow
- 1978: Nathaniel Rosen
- 1982: Antônio Meneses
- 1986: Mario Brunello oraz Kiriłł Rodin
- 1990: Gustav Rivinius
- 1994: Pierwszej, drugiej i trzeciej nagrody nie przyznano. Eileen Moon oraz Gieorgij Goriunow czwarta nagroda ex aequo.
- 1998: Dienis Szapowałow
- 2002: Pierwszej nagrody nie przyznano. Johannes Moser druga nagroda.
- 2007: Siergiej Antonow
- 2011: Narek Hachnazarian
- 2015: Andrei Ionuț Ioniță
- 2019: Zlatomir Fung
- 2023: Lee Young-eun

### Śpiew – mężczyźni
- 1966: Władimir Atłantow
- 1970: Jewgienij Niestierienko oraz Mykoła Ohrenycz ex aequo.
- 1974: Iwan Ponomarenko
- 1978: Pierwszej nagrody nie przyznano. Wałentyn Pywowarow oraz Nikita Storożew druga nagroda ex aequo.
- 1982: Paata Burczuladze
- 1986: Hryhorij Hryciuk oraz Aleksandr Morozow ex aequo.
- 1990: Hans Choi
- 1994: Yuan Chenye
- 1998: Besik Gabitaszwili
- 2002: Michaił Kazakow
- 2007: Ołeksandr Cymbaluk
- 2011: Park Jong-min
- 2015: Ganbaatryn Ariunbaatar
- 2019: Alexandros Stavrakakis
- 2023: Son Ji-hoon

### Śpiew – kobiety
- 1966: Jane Marsh
- 1970: Jelena Obrazcowa i Tamara Siniawska – ex aequo
- 1974: Pierwszej nagrody nie przyznano. Ludmiła Siergijenko, Sylvia Sass oraz Stefka Ewstatiewa druga nagroda ex aequo.
- 1978: Ludmyła Szemczuk
- 1982: Lidija Zabilasta
- 1986: Natalja Jerasowa
- 1990: Deborah Voigt[3]
- 1994: Marina Łapina – pierwsza nagroda, Chibła Gierzmawa – Grand Prix.
- 1998: Mieko Satō
- 2002: Ajtalina Afanasjewa-Adamowa
- 2007: Albina Szagimuratowa
- 2011: Seo Sun-young
- 2015: Julija Matoczkina
- 2019: Maria Barakowa
- 2023: Zinaida Carenko

## Polscy laureaci
- 1978: Ewa Podleś – III nagroda, śpiew
- 1982: Elżbieta Ardam – IV nagroda, śpiew
- 1982: Radosław Żukowski – VI nagroda, śpiew
- 1990: Wojciech Drabowicz – III nagroda, śpiew

## Polacy w jury
Jedyną edycją, w której do Moskwy nie został zaproszony żaden Polak, był X konkurs w 1994 roku.
- 1958: Grażyna Bacewicz (skrzypce), Henryk Sztompka (fortepian)
- 1962: Kazimierz Wiłkomirski (wiolonczela), Grażyna Bacewicz (skrzypce)
- 1966: Zbigniew Drzewiecki (fortepian), Andrzej Hiolski (śpiew), Kazimierz Wiłkomirski (wiolonczela)
- 1970: Halina Czerny-Stefańska (fortepian), Andrzej Hiolski (śpiew), Irena Dubiska (skrzypce), Kazimierz Wiłkomirski (wiolonczela)
- 1974: Halina Czerny-Stefańska (fortepian), Ewa Bandrowska-Turska (śpiew), Kazimierz Wiłkomirski (wiolonczela)
- 1978: Halina Czerny-Stefańska (fortepian), Irena Dubiska (skrzypce), Kazimierz Wiłkomirski (wiolonczela)
- 1982: Urszula Trawińska-Moroz (śpiew), Krzysztof Penderecki (skrzypce), Regina Smendzianka (fortepian)
- 1986: Halina Czerny-Stefańska (fortepian), Zenon Brzewski (skrzypce)
- 1990: Andrzej Jasiński (fortepian), Urszula Trawińska-Moroz (śpiew), Kazimierz Michalik (wiolonczela)
- 1994: (brak polskiego jurora)
- 1998: Halina Czerny-Stefańska (fortepian), Wanda Wiłkomirska (skrzypce), Kazimierz Michalik (wiolonczela)
- 2002: Piotr Paleczny (fortepian)
- 2007: Andrzej Jasiński (fortepian), Kazimierz Michalik (wiolonczela)